# Balsjön, Ångermanland
Balsjön är en sjö i Bjurholms kommun i Ångermanland och ingår i Öreälvens huvudavrinningsområde. Sjön har en area på 0,377 kvadratkilometer och ligger 191,5 meter över havet. Balsjön ligger i Öreälven Natura 2000-område. Sjön avvattnas av vattendraget Balån (Balbäcken).

## Delavrinningsområde
Balsjön ingår i det delavrinningsområde (709646-165830) som SMHI kallar för Utloppet av Balsjön. Medelhöjden är 262 meter över havet och ytan är 4,57 kvadratkilometer. Räknas de 4 avrinningsområdena uppströms in blir den ackumulerade arean 58,14 kvadratkilometer. Balån (Balbäcken) som avvattnar avrinningsområdet har biflödesordning 2, vilket innebär att vattnet flödar genom totalt 2 vattendrag innan det når havet efter 82 kilometer. Avrinningsområdet består mestadels av skog (78 procent). Avrinningsområdet har 0,37 kvadratkilometer vattenytor vilket ger det en sjöprocent på 8,1 procent.